# Émile Boutmy

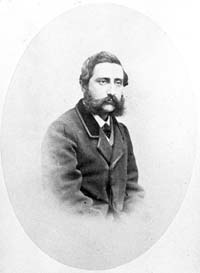
Émile Boutmy (1835-1906)

Émile Boutmy, född 13 april 1835 och död 25 januari 1906, var en fransk sociolog.
Boutmy grundade 1872 i Paris ett statsvetenskapligt forskningsinstitut, École libre des sciences politiques, som vunnit anseende i hela världen. Boumty gjorde sig även känd genom sina folkpsykologiska arbeten, bland annat Le développement de la constitution et de la société politique en Angleterre (4:e upplagan, 1903), samt Éléments d'une psychologie politique du peuple américain (1902).